# Typ 68 (Serienschulbau)

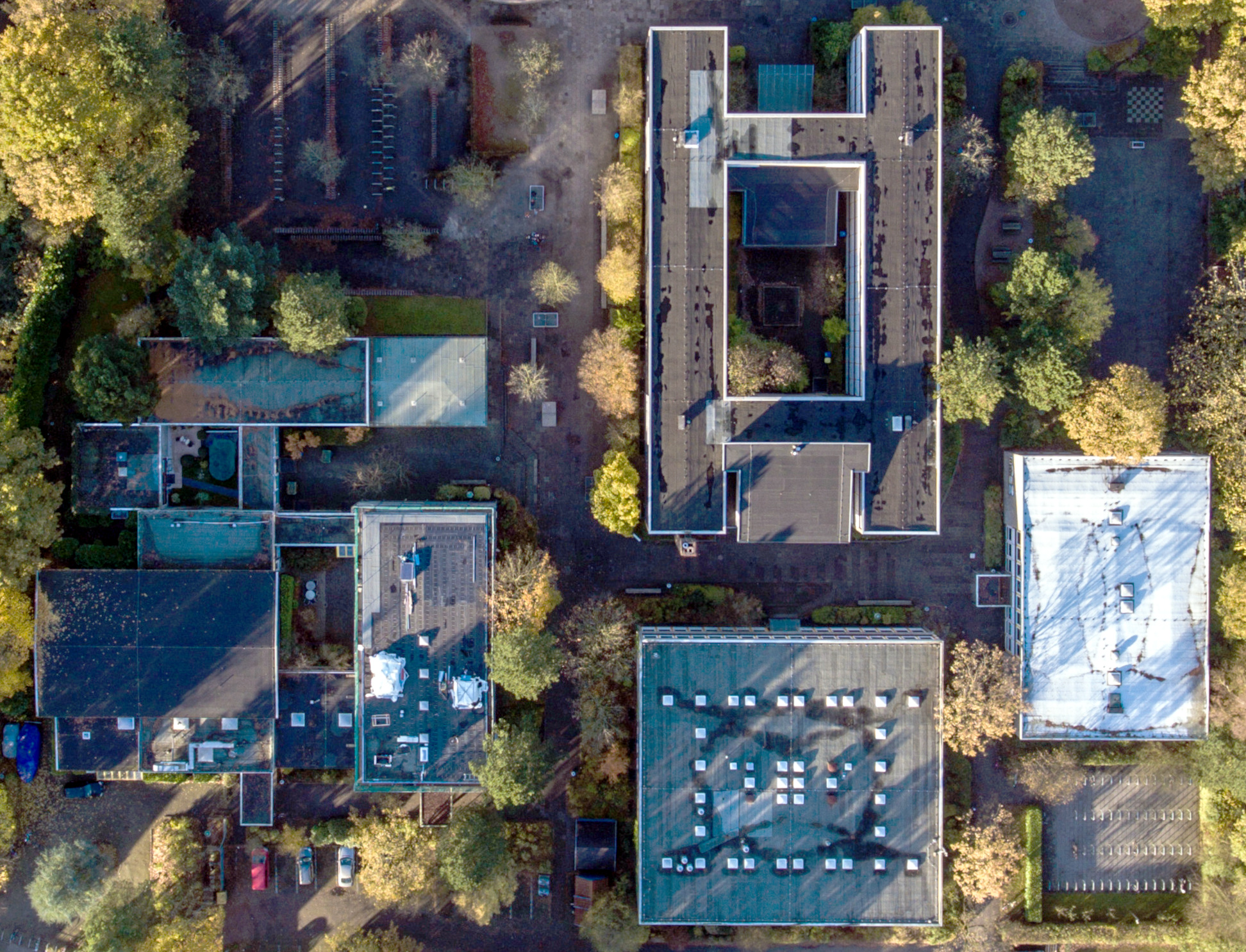
Schulgebäude vom Typ 68 in der Luftaufnahme: Eingangszentrum (links), Klassenhaus (Doppel-H) mit ausgebauter Stirnseite (oben) und Fachraumgebäude (unten)

Als Typ 68 wird ein Programm von Serienschulbauten bezeichnet, das 1968 in der Hamburger Baubehörde entworfen wurde. Während der 1970er Jahre wurden in Hamburg mehr als 50 Schulen von diesem Typ in Vollmontage gebaut. Der Serienbau ist nach dem Entwurfsjahr 1968 benannt, teilweise wird der Schultyp nach dem Grundriss des Klassenhauses auch Doppel-H, das Klassenhaus „Doppel-H-Gebäude“ genannt. Typologisch handelt es sich beim Doppel-H um einen Schustertyp mit 24 Klassenräumen auf drei Stockwerken. Neben dem Klassenhaus gehörten zum Bauprogramm noch ein Eingangszentrum und ein Fachgebäude, dazu eine Sporthalle aus einem Baukastensystem.

## Geschichte

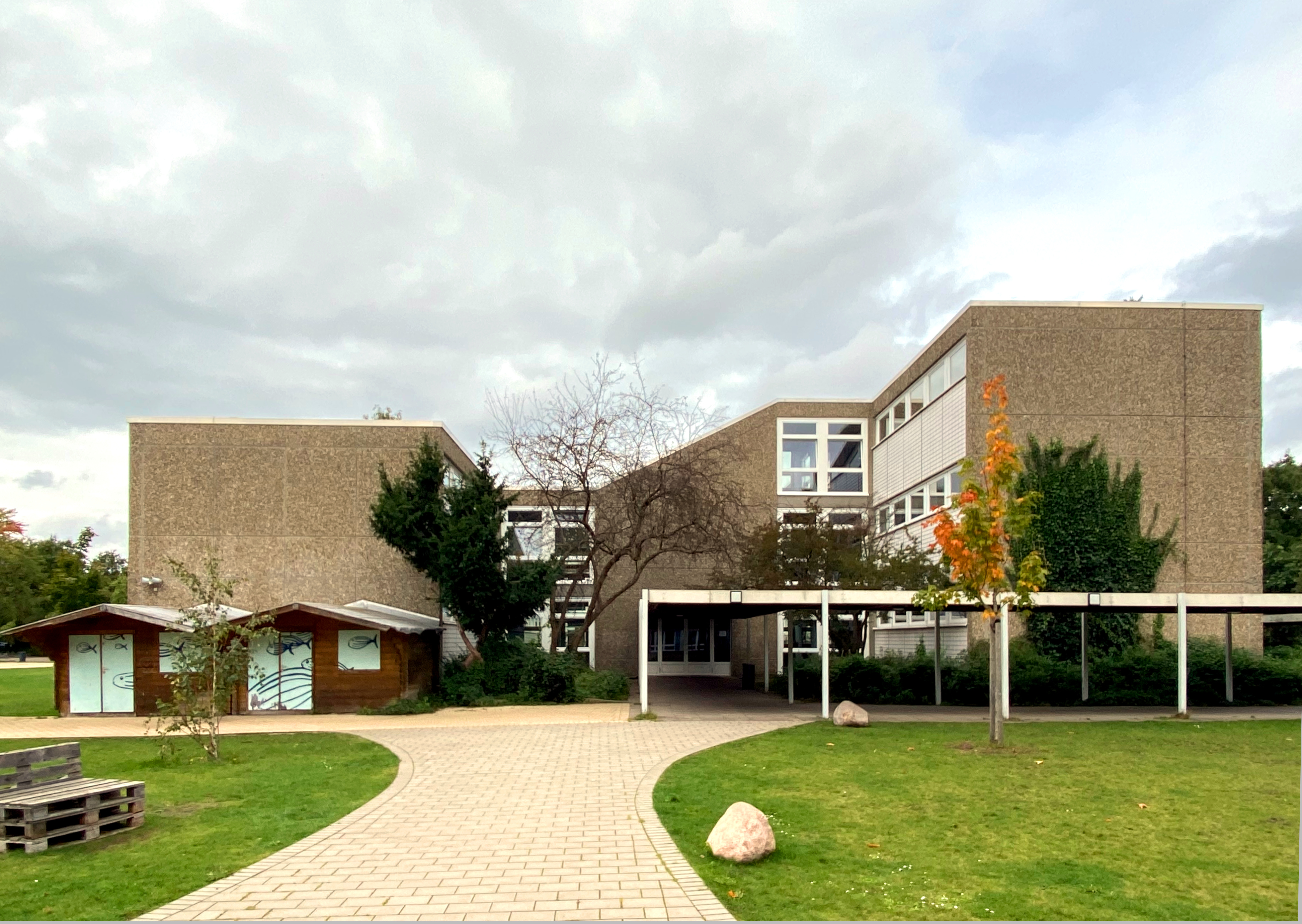
Doppel-H-Gebäude mit gestaffelten Geschossen („Pillenknick“)

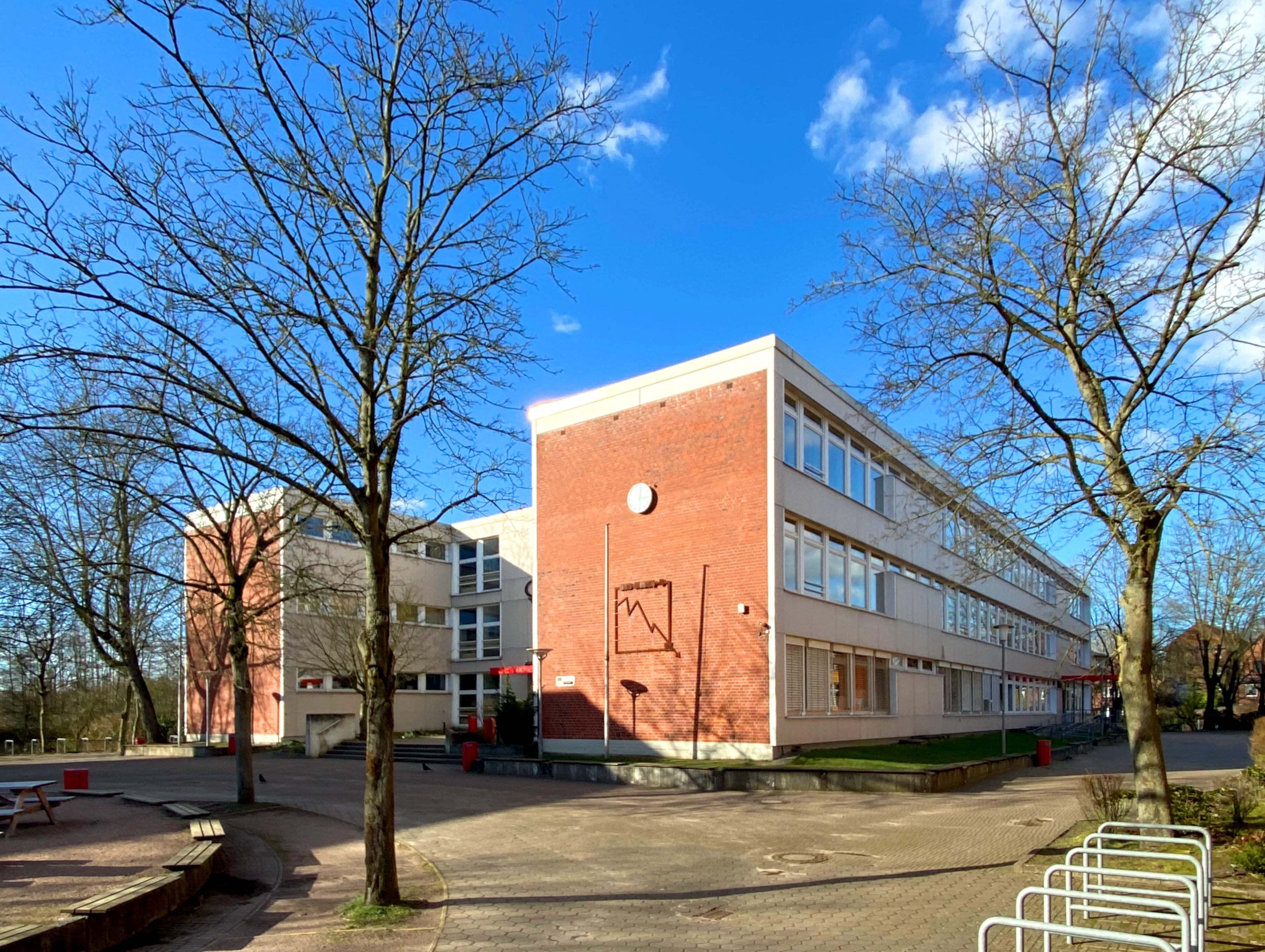
Letztes Doppel-H-Gebäude, errichtet 1979 am Gymnasium Finkenwerder

In den Rand- und Erweiterungsgebieten Hamburgs der 1960er und 1970er Jahre herrschte durch den Siedlungsbau ein unverminderter Bedarf an Schulneubauten. Der Entwurf der Abteilung Schulbau im Hochbauamt ist eine Steigerung des zweigeschossigen Klassenhauses vom Typ-65, welcher je Einheit vier Klassenräume bietet. Auch der Typ 65 war ein Schustertyp in Riegelform, der in Vollmontage gebaut wurde. Der Typ-65 war wiederum der Nachfolgebau des Kreuzbaus, welcher allerdings kein Vollmontagebau war. Beim Typ 68 wurde der Typ-65 gedanklich aufgestockt und je zwei Module an den Stirnwänden zusammengerückt. Diese zwei Module wurden nun gespiegelt gegenüber aufgestellt.
1968 wurde Lieferung und Aufstellung von 500 Schulklassen im Vollmontagebau ausgeschrieben. Anfang 1969 wurden die Modelle vorgestellt, im Oktober 1969 wurde in Poppenbüttel (Schule Müssenredder bzw. Carl-von-Ossietzky-Gymnasium) das erste Richtfest des Typ 68 gefeiert.
Anfang 1970 erklärten Vertreter der Baubehörde, dass die Preise für den Typ 68 konstant blieben, obwohl die Baupreise seit 1965 um 28 Prozent gestiegen seien. Auch die räumliche Anpassungsfähigkeit des Typenbaus an die konkreten Bedürfnisse einer Schule wurde betont, sei es durch unterschiedliche Grundrisse oder durch wahlweise ein, zwei oder drei Geschosse. Die ersten Bauten der Serie wurden durchgehend mit Waschbetonplatten und Brüstungsfeldern mit weißen Keramikplatten gestaltet. Ab 1973 wurden manche Fassadenelemente variiert, zum Beispiel mit Sichtbeton oder einmal sogar mit Travertin (Gymnasium Buckhorn).
Die Schulen vom Typ 68 wurden langfristig geplant, in den Erweiterungsgebieten wurden dafür Grundstücke von typischerweise 25.000 bis 40.000 m² bereitgestellt. Der Umfang der Schulen nach Klassenzimmern und Aufteilung nach Grundschulen bzw. weiterführenden Schulen ergab sich aus statistischen Schätzungen. Durch die rationelle Baumethode mit komplett vorgefertigten Modulen, die an der Baustelle nur noch montiert wurden, waren Bauzeiten von wenigen Monaten der Normalfall. Die Schulen wurden so häufig vor den Neubaugebieten fertig, was einen bemerkenswerten Fortschritt gegenüber den 1950er und 1960er Jahren darstellte.
Ab 1971 wurden vereinzelt Doppel-H-Gebäude mit einem gestaffelten Baukörper gebaut, ein Flügel mit zwei und der andere Flügel mit drei Geschossen. Diese Reduzierung der Raumkapazität entsprach dem Rückgang der Schülerzahlen durch den Pillenknick, der in der langfristigen Planung nicht antizipiert worden war. 1976 wurde der Neubau des Gymnasiums Triftstraße (heute Heisenberg-Gymnasium) übergeben, damit auch das tausendste Klassenzimmer vom Typ 68. Das Gymnasium war der 44. Schulstandort, der mit dem Bauprogramm errichtet wurde. Als letzter und 45. Standort folgte 1979 das Gymnasium Finkenwerder. Der Typ 68 stellt das Ende des Schulbaubooms in Hamburg dar, der von den 1950er Jahren bis in die späten 1970er reichte, dessen Höhepunkt aber in den späten 1960ern schon überschritten war.

## Beschreibung
Der Grundriss des Klassenhauses hat die Form eines doppelten H (zwei H-Großbuchstaben übereinander), daher die Bezeichnung Doppel-H. Die Gebäude bestehen aus industriell vorgefertigten Sandwich-Elementen, die an der Baustelle zusammengesetzt wurden. Die Gebäude sind dreistöckig und besitzen ein Flachdach, horizontal sind sie in einem Raster von 1,80 m gegliedert. Die Fassaden sind mit Waschbeton verkleidet. Die Fenster waren ursprünglich als blau eingefasste Fensterbänder gestaltet, der Brüstungsbereich darunter mit weißen Spaltklinkern. Das Klassenhaus wird durch zwei Treppenhäuser erschlossen, welche jeweils den Balken des „H“ bilden. Entsprechend der Typologie des Schustertyps sind alle Klassenräume beidseitig belichtet und können quergelüftet werden. Korridore existieren nicht, die Aufgänge führen von den Treppenhäusern direkt in einen Vorraum mit Garderobe und WCs, von dem je zwei Klassenräume abgehen. Um von einem Klassenraum im Obergeschoss zu einem anderen Klassenraum auf demselben Stockwerk zu wechseln, der sich auf der anderen Gebäudeseite befindet, muss man ins Erdgeschoss hinab- und im anderen Treppenhaus wieder hinaufsteigen.
Das Eingangszentrum nimmt den Empfang samt Verwaltung auf, dazu eine Pausenhalle, Musikräume und eine Hausmeisterwohnung. Der Grundriss des Eingangszentrums ist stark gegliedert, dadurch gibt es zwei Innenhöfe. Die Hauptnutzfläche des Eingangszentrums ist 930 m² groß, die Baukosten lagen 1978 bei 3,85 Mio. DM.
Das zweigeschossige Fachraumgebäude hat eine einfache, kubische Form. Im Gegensatz zum Klassenhaus sind die Fachräume nur einseitig belichtet und mit Lüftungsanlagen ausgestattet. Die Hauptnutzfläche des Fachraumgebäudes ist 310 m² groß, die Baukosten lagen 1978 bei 1 Mio. DM.
Die zum Serienbauprogramm Typ 68 gehörige Sporthalle konnte in verschiedenen Größen gebaut werden. Die kleinste Größe (Typ 1) war eine Einfeldhalle mit einer Hallenfläche von 15 × 27 m und einer Hauptnutzfläche von 510 m². Die Baukosten für diesen Typ 1 lagen 1978 bei 1,35 Mio. DM. Die Brutto-Sportfläche dieses Hallentyps 1 wird nach heutigen Planungsgrundsätzen mit ca. 660 m² angegeben. Der erweiterte Hallentyp hatte eine Hallengröße von 27 × 45 m und galt somit als Dreifeldhalle. Gegenüber dem Typ 1 erhöhten sich die Baukosten um 1,9 Mio. DM. Die Einfeldhalle (Typ 1) ist aus zwei kubischen Baukörpern gleicher Breite zusammengesetzt. Im hohen Kubus ist die eigentliche Halle untergebracht, im flachen Kubus die Umkleide- und Sanitärräume sowie Lager für Sportgeräte. Die Fassade dieser Sporthallen war ursprünglich mit Waschbeton gestaltet, die Halle wird mit beidseitigen Fensterbändern belichtet. Typisch sind die drei Türen auf der Seite der Umkleideräume.

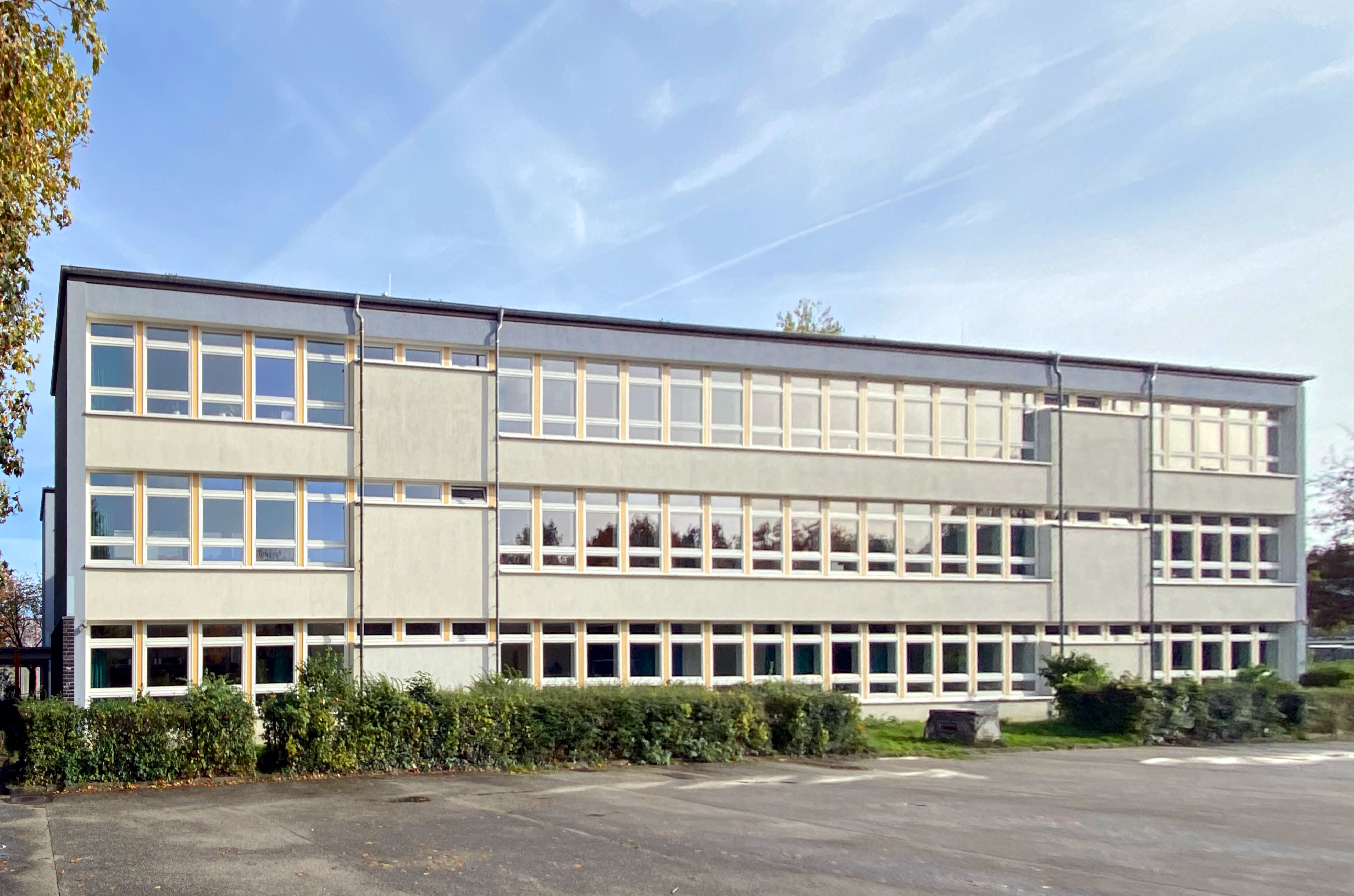
Lange Seite eines Doppel-H-Gebäudes mit den Hauptfensterbändern der 12 Klassenräume
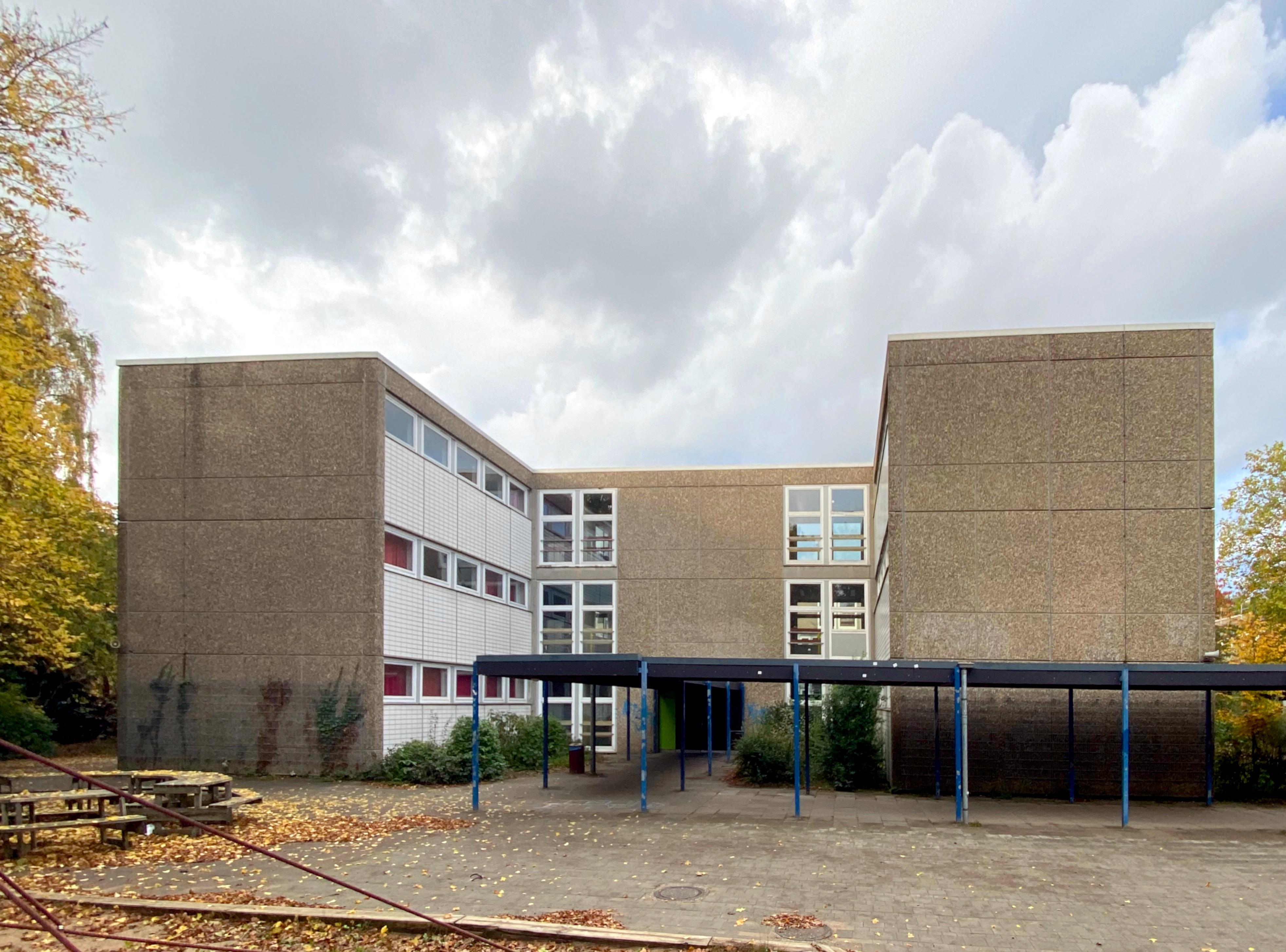
Kurze Seite (Stirnseite) eines unsanierten Doppel-H-Gebäudes
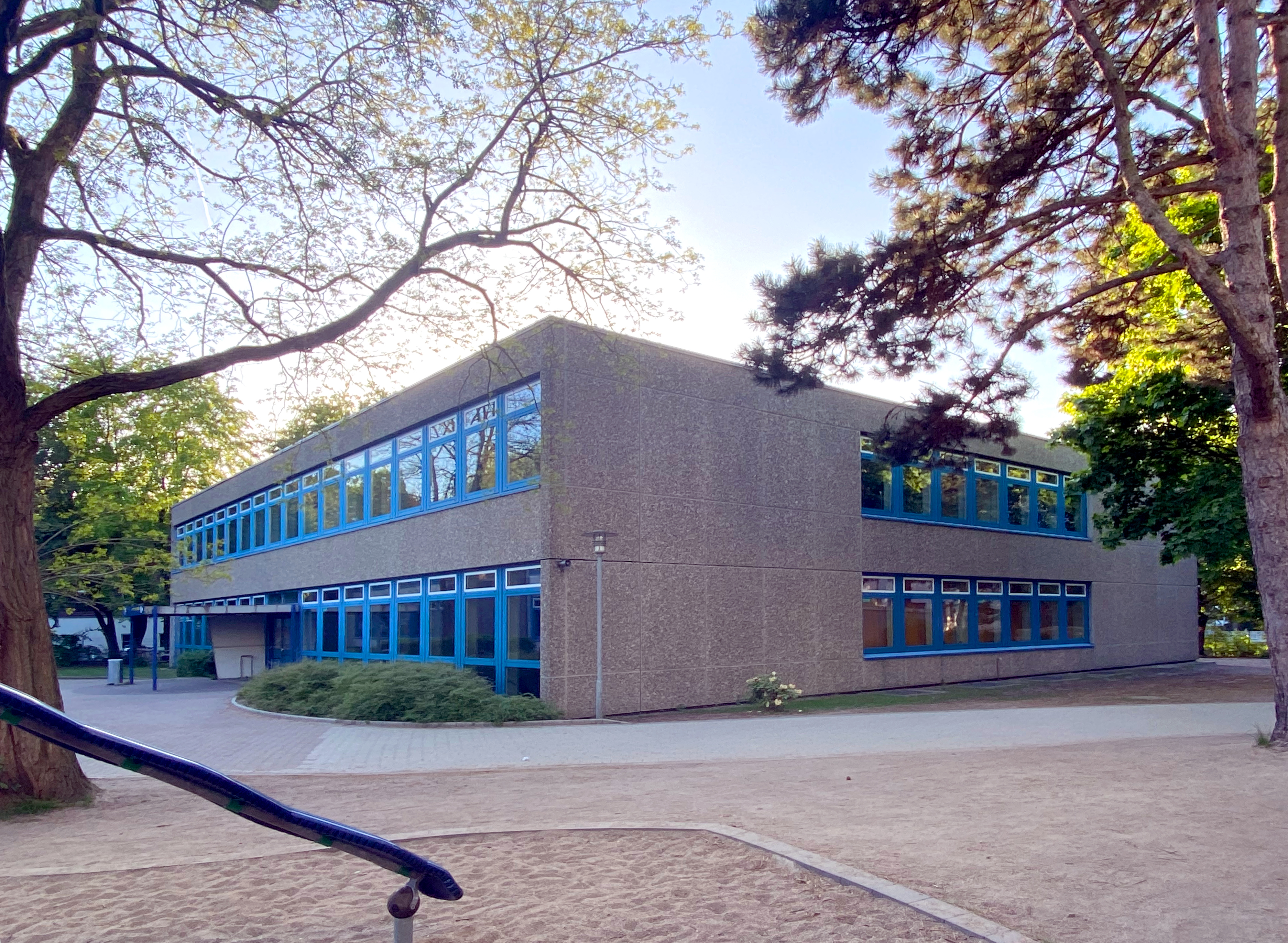
Fachraumgebäude
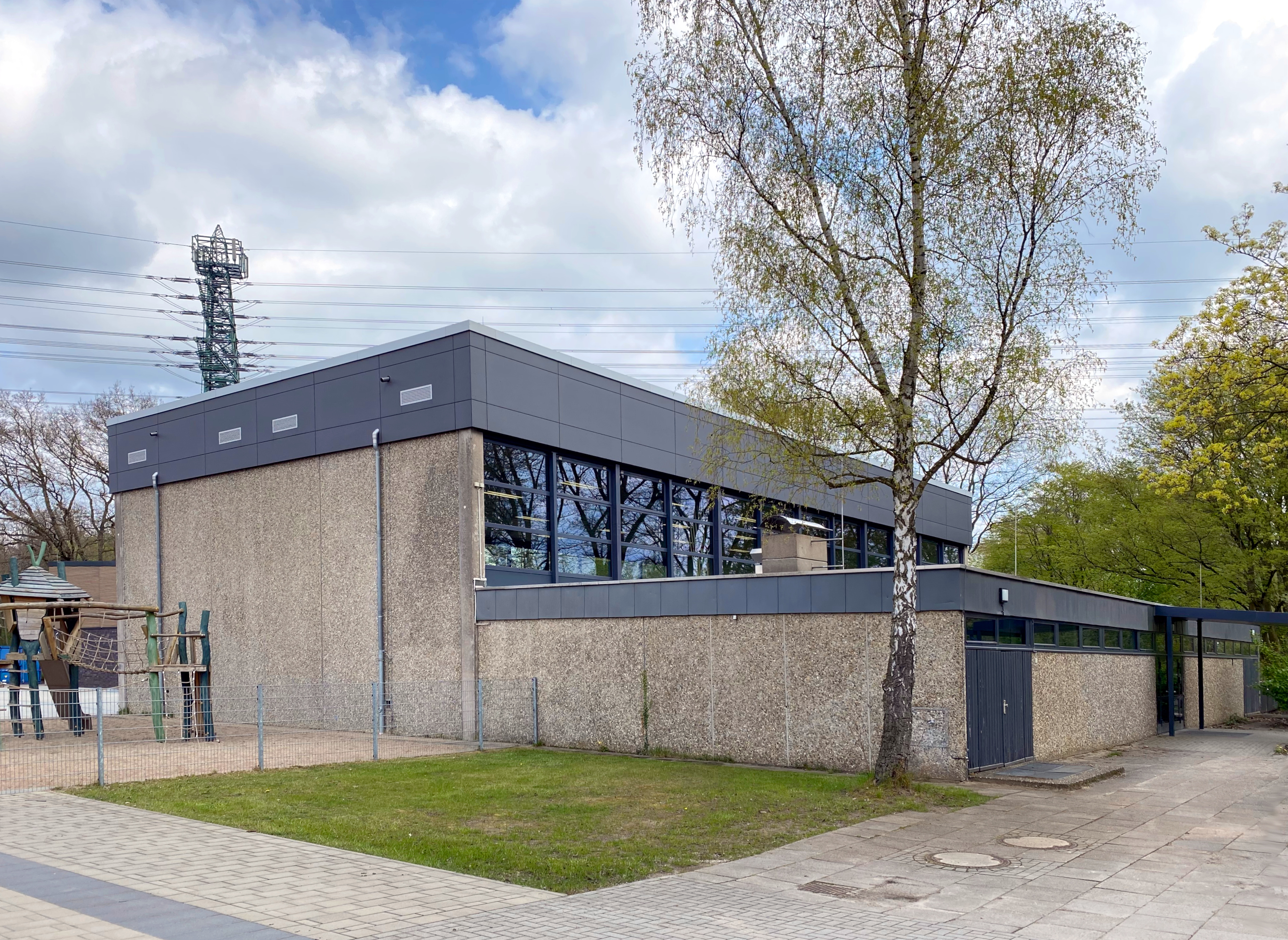
System-Sporthalle vom Typ 1 (Einfeldhalle)

Teils wurden zwei Klassenhäuser nahe beieinander aufgestellt, eins von einer Grundschule und das andere von einer Sekundarschule genutzt. Diese beiden Schulen konnten sich dann weitere Gebäude (Aula, Turnhalle) und Außenanlagen teilen.

## Sanierung und Umbau

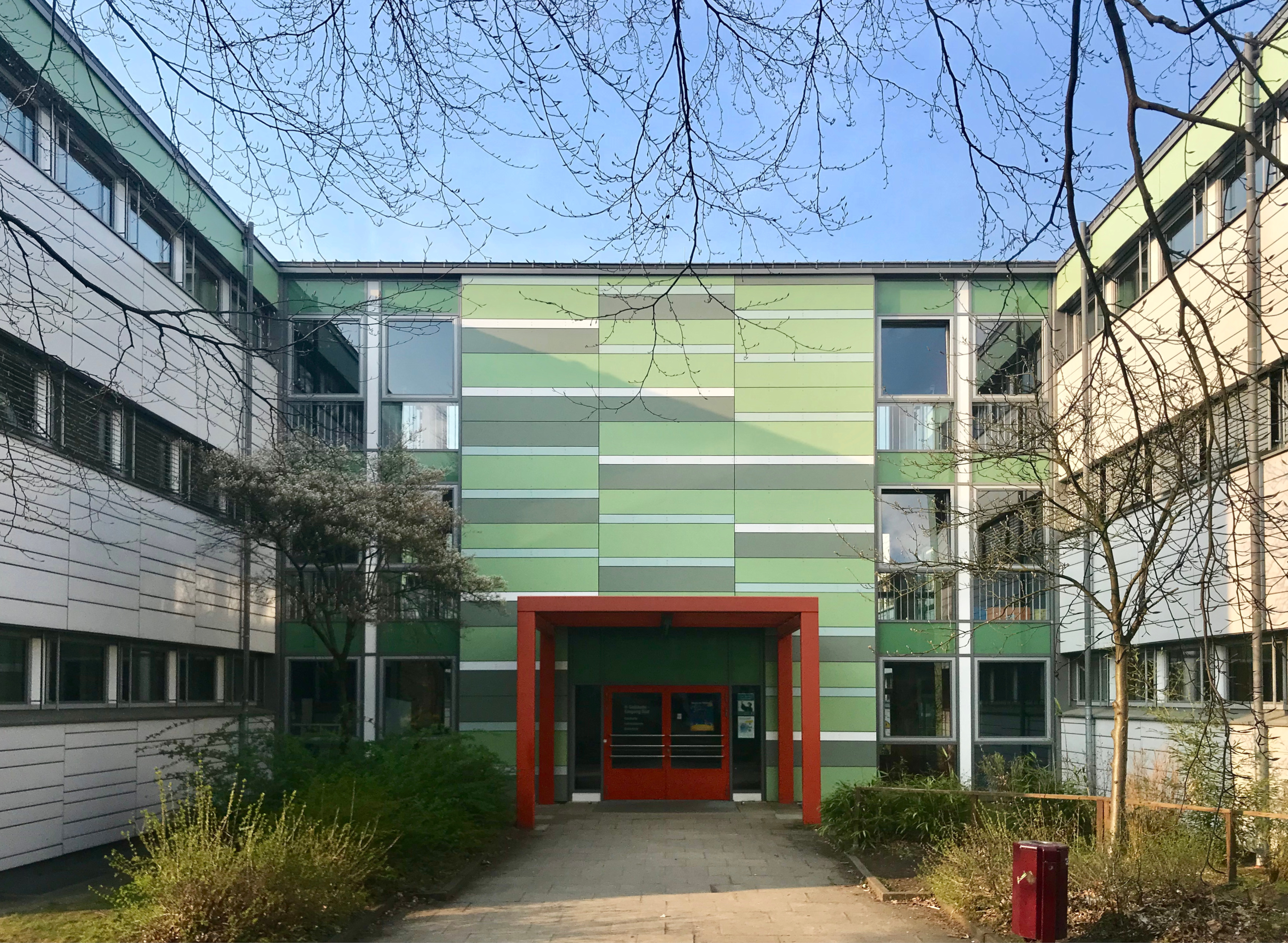
Überarbeitete Fassade am Doppel-H (Gymnasium Hummelsbüttel)

Inzwischen sind einige der Doppel-H-Gebäude saniert worden, wobei die Abdichtung der Flachdächer und die energetische Sanierung der Gebäudehüllen im Vordergrund stehen. Teilweise wurde bei Sanierungen Asbest gefunden, auch die statische Sanierung von durchhängenden Deckenplatten war bei manchen Bauten notwendig.
Zur Erweiterung des Raumangebots sind bei manchen Doppel-H-Gebäuden Ergänzungsbauten angebaut worden. Die äußeren Längsseiten bieten sich aufgrund der durchgehenden Fensterfronten dafür nicht an, die Ergänzungsbauten befinden sich durchgehend an einer (oder beiden) der Aussparungen des H. Das Raumpotential ist dort begrenzt.
Eine andere bauliche Ergänzung ist die Überdachung des Innenhofs, wodurch ein Wintergarten entsteht, zum Beispiel in Finkenwerder. Weil die Belichtung fast aller Räume zumindest über die schmalen Fensterbänder vom Innenhof erfolgt, ist eine Aufteilung des Innenhofs auf Stockwerke nicht sinnvoll.
Grundrisse werden teilweise geändert, häufiger ist der Einbau von Mensen erfolgt. Der Anschluss anderer Gebäude an das Doppel-H ist schwierig, weil die innere Erschließung dies nicht zulässt: Kein Korridor schließt an den äußeren Umriss des Gebäudes an, eine Erschließung von Anbauten vom Gebäude müsste daher auf Kosten von Klassenräumen erfolgen.

## Standorte
Die folgende Liste der Schulbauten vom Typ 68 in Hamburg erhebt keinen Anspruch auf Vollständigkeit. Legende:
- #: Nummerierung der Doppel-H-Gebäude in alphabetischer Reihung nach Namen der Schule
- Name: heutiger Nutzer des Gebäudes. Bei Grundschulen ist die Bezeichnung auf „Schule“ verkürzt, bei Stadtteilschulen auf „STS“
- Adresse: Straßenanschrift des Schulstandorts, mit Koordinaten verlinkt. Eine Karte mit allen Koordinaten ist am Kopf des Artikels verlinkt.
- Stadtteil: Stadtteil des Standorts des Doppel-H-Gebäudes
- Bezirk: Bezirk des Standorts des Doppel-H-Gebäudes
- Jahr: Baujahr des Doppel-H-Gebäudes, definiert als Jahr der Abnahme bzw. Einweihung. Soweit nicht anders im Artikel zur jeweiligen Schule oder auf Commons angegeben, stammen diese Angaben von Boris Meyn (1998).[9] Ein unbekanntes Baujahr hat hier ein „?“.
- Bild: Link auf Commons-Kategorie zum Schulstandort: „Ja“, dort gibt es Bilder der entsprechenden Gebäude vom Typ 68; „–“, keine Bilder der Gebäude, aber Informationen zum Schulbau
- Anmerkungen: Bauzustand, Sanierung, (ehemalige) Schutzräume[10]

Bei abgerissenen Doppel-H-Gebäuden ist die entsprechende Zeile grau hinterlegt.
| #  | Name                                   | Adresse                        | Stadtteil          | Bezirk     | Jahr | Bild | Anmerkungen                                                                 |
| -- | -------------------------------------- | ------------------------------ | ------------------ | ---------- | ---- | ---- | --------------------------------------------------------------------------- |
| 1  | Berufliche Schule Hamburg-Harburg      | Göhlbachtal 38                 | Eißendorf          | Harburg    | 1970 | Ja   | Ehem. Gymnasium Göhlbachtal, 2014–2016 saniert                              |
| 2  | Carl-von-Ossietzky-Gymnasium           | Müssenredder 59                | Poppenbüttel       | Wandsbek   | 1974 | Ja   |                                                                             |
| 3  | Erich-Kästner-Schule                   | Hermelinweg 10                 | Farmsen-Berne      | Wandsbek   | 1973 | Ja   | 2007 südliche Aussparung mit Erweiterungsbau gefüllt, Aufzug an Westfassade |
| 4  | Französische Schule                    | Hartsprung 23                  | Lokstedt           | Eimsbüttel | 1975 | Ja   | ehem. Gymnasium Hartsprung                                                  |
| 5  | Goethe-Gymnasium                       | Rispenweg 28                   | Lurup              | Altona     | 1972 | Ja   | Variante-2-3                                                                |
| 6  | Gymnasium Buckhorn                     | Im Regestall 25                | Volksdorf          | Wandsbek   | 1974 | Ja   | 2012 Fassadensanierung                                                      |
| 7  | Gymnasium Finkenwerder                 | Norderschulweg 18              | Finkenwerder       | Mitte      | 1979 | Ja   | Jüngstes Doppel-H-Gebäude, 1997 Innenhof überdacht, 2008–2010 saniert.      |
| 8  | Gymnasium Grootmoor                    | Am Damm 47                     | Bramfeld           | Wandsbek   | 1972 | Ja   | südliche Aussparung mit Erweiterungsbau gefüllt                             |
| 9  | Gymnasium Heidberg                     | Fritz-Schumacher-Allee 200     | Langenhorn         | Nord       | 1975 | Ja   | vorletzte Einweihung eines Doppel-H-Gebäudes                                |
| 10 | Gymnasium Hummelsbüttel                | Hummelsbüttler Hauptstraße 107 | Hummelsbüttel      | Wandsbek   | 1976 | Ja   | 2013–2015 energetisch saniert, Dach und Fassade neu gestaltet               |
| 11 | Gymnasium Marienthal                   | Holstenhofweg 86               | Marienthal         | Wandsbek   | 1971 | Ja   | westliches Doppel-H-Gebäude                                                 |
| 12 | Gymnasium Marienthal                   | Holstenhofweg 86               | Marienthal         | Wandsbek   | 1971 | Ja   | östliches, zweistöckiges Doppel-H-Gebäude                                   |
| 13 | Gymnasium Ohlstedt                     | Sthamerstraße 55               | Wohldorf-Ohlstedt  | Wandsbek   | 1973 | Ja   |                                                                             |
| 14 | Gymnasium Ohmoor                       | Sachsenweg 76                  | Niendorf           | Eimsbüttel | 1973 | Ja   | nördliches Doppel-H-Gebäude                                                 |
| 15 | Gymnasium Osterbek                     | Turnierstieg 24                | Bramfeld           | Wandsbek   | 1974 | Nein | westliches Doppel-H-Gebäude                                                 |
| 16 | Gymnasium Osterbek                     | Turnierstieg 24                | Bramfeld           | Wandsbek   | 1974 | Nein | östliches Doppel-H-Gebäude                                                  |
| 17 | Gymnasium Rissen / STS Rissen          | Voßhagen 15                    | Rissen             | Altona     | 1971 | Ja   |                                                                             |
| 18 | Gyula-Trebitsch-Schule                 | Barenkrug 16                   | Tonndorf           | Wandsbek   | 1974 | Ja   |                                                                             |
| 19 | Heinrich-Heine-Gymnasium               | Harksheider Straße 70          | Poppenbüttel       | Wandsbek   | 1975 | Ja   |                                                                             |
| 20 | Heisenberg-Gymnasium                   | Triftstraße 43                 | Eißendorf          | Harburg    | 1976 | Ja   |                                                                             |
| 21 | Helmut-Schmidt-Gymnasium               | Krieterstraße 5                | Wilhelmsburg       | Mitte      | 1972 | Ja   |                                                                             |
| 22 | HfMT Hamburg, Campus Nord              | Hebebrandstraße 1              | Winterhude         | Nord       | 1975 | Ja   | mit Control-Tower-artigem Aufbau                                            |
| 23 | Immanuel-Kant-Gymnasium                | Am Pavillon 15                 | Marmstorf          | Harburg    | 1975 | Ja   |                                                                             |
| 24 | Johannes-Brahms-Gymnasium              | Höhnkoppelort 24               | Bramfeld           | Wandsbek   | 1972 | Ja   |                                                                             |
| 25 | Julius-Leber-Schule                    | Halstenbeker Straße 41         | Schnelsen          | Eimsbüttel | 1970 | Ja   |                                                                             |
| 26 | Lise-Meitner-Gymnasium                 | Knabeweg 3                     | Osdorf             | Altona     | 1973 | Ja   |                                                                             |
| 27 | Louise-Weiss-Gymnasium                 | Ebelingplatz 8                 | Hamm               | Mitte      | 1974 | Ja   | ehemaliger Name Gymnasium Hamm                                              |
| 28 | Margaretha-Rothe-Gymnasium             | Langenfort 5                   | Barmbek-Nord       | Nord       | 1972 | Ja   |                                                                             |
| 29 | Rudolf Steiner Schule Hamburg-Wandsbek | Rahlstedter Weg 60             | Farmsen-Berne      | Wandsbek   | 1972 | Ja   | ehemals Realschule Weissenhof                                               |
| 30 | Schule am See (STS)                    | Borchertring 38                | Steilshoop         | Wandsbek   | 1976 | Ja   | Variante-2-3, 2021 abgerissen                                               |
| 31 | Schule An der Glinder Au               | Sonnenland 27                  | Billstedt          | Mitte      | ?    | Ja   |                                                                             |
| 32 | Schule Brehmweg                        | Brehmweg 62                    | Stellingen         | Eimsbüttel | 1974 | Ja   | mit Schulschutzraum                                                         |
| 33 | Schule Edwin-Scharff-Ring              | Edwin-Scharff-Ring 56          | Steilshoop         | Wandsbek   | 1971 | Ja   | Variante-2-3                                                                |
| 34 | Schule Flughafenstraße                 | Flughafenstraße 89             | Hummelsbüttel      | Wandsbek   | 1971 | Ja   | Variante-2-3, soll ab 2022 abgerissen werden                                |
| 35 | Schule Fuchsbergredder                 | Dringsheide 10–12              | Billstedt          | Mitte      | 1971 | Ja   | Variante-2-3                                                                |
| 36 | Schule Grützmühlenweg                  | Grützmühlenweg 38              | Hummelsbüttel      | Wandsbek   | 1976 | Ja   | mit Schulschutzraum, Doppelh-Gebäude soll abgerissen werden                 |
| 37 | Schule Islandstraße                    | Islandstraße 25                | Rahlstedt          | Wandsbek   | 1972 | Ja   | Variante-2-3                                                                |
| 38 | Schule Mümmelmannsberg                 | Mümmelmannsberg 54             | Billstedt          | Mitte      | 1972 | Ja   | Variante-2-3                                                                |
| 39 | Schule Müssenredder                    | Müssenredder 61                | Poppenbüttel       | Wandsbek   | 1974 | Ja   |                                                                             |
| 40 | Schule Quellmoor                       | Quellmoor 24                   | Neugraben-Fischbek | Harburg    | 1974 | Ja   | abgerissen                                                                  |
| 41 | Schule Redder                          | Redder 4                       | Sasel              | Wandsbek   | 1970 | Ja   |                                                                             |
| 42 | Schule Scheeßeler Kehre                | Scheeßeler Kehre 2             | Sinstorf           | Harburg    | 1974 | Ja   |                                                                             |
| 43 | STS Altrahlstedt                       | Kielkoppelstraße 16            | Rahlstedt          | Wandsbek   | 1972 | Ja   | nordwestliches Doppel-H-Gebäude                                             |
| 44 | STS Altrahlstedt                       | Kielkoppelstraße 16            | Rahlstedt          | Wandsbek   | 1972 | Ja   | südöstliches Doppel-H-Gebäude                                               |
| 45 | STS Bergedorf                          | Ladenbeker Weg 13              | Lohbrügge          | Bergedorf  | 1973 | Ja   | nördliches Doppel-H-Gebäude                                                 |
| 46 | STS Bergedorf                          | Ladenbeker Weg 13              | Lohbrügge          | Bergedorf  | 1973 | Ja   | südliches Doppel-H-Gebäude mit Schulschutzraum, soll abgerissen werden      |
| 47 | STS Niendorf                           | Sachsenweg 74                  | Niendorf           | Eimsbüttel | 1973 | Ja   | südliches Doppel-H-Gebäude, mit Schulschutzraum, ein Ende ausgefüllt        |
| 48 | STS Stellingen                         | Brehmweg 60                    | Stellingen         | Eimsbüttel | 1974 | Ja   |                                                                             |
| 49 | STS Süderelbe                          | Neumoorstück 1                 | Neugraben-Fischbek | Harburg    | 1972 | Ja   | nördliches Doppel-H-Gebäude, mit Schulschutzraum                            |
| 50 | STS Süderelbe                          | Neumoorstück 1                 | Neugraben-Fischbek | Harburg    | 1972 | Ja   | südliches Doppel-H-Gebäude                                                  |
| 51 | STS Walddörfer                         | Ahrensburger Weg 30            | Volksdorf          | Wandsbek   | 1975 | Ja   |                                                                             |